# Championnat d'Irlande du Nord de football 1974-1975
Navigation
Édition précédente Édition suivante
Le 73e Championnat d'Irlande du Nord de football se déroule en 1974-1975. Linfield FC remporte son trentième de champion d’Irlande du Nord avec cinq points d’avance sur le deuxième Coleraine FC. Glentoran FC, complète le podium. 
Avec 19 buts marqués,   Martin Malone de Portadown FC remporte le titre de meilleur buteur de la compétition.

## Les 12 clubs participants
| Club             | Stade                 | Capacité | Ville       |
| ---------------- | --------------------- | -------- | ----------- |
| Ards FC          | Castlereagh Park      |          | Newtownards |
| Ballymena United | The Showgrounds       |          | Ballymena   |
| Bangor FC        | Clandeboye Park       |          | Bangor      |
| Cliftonville FC  | Solitude              |          | Belfast     |
| Coleraine FC     | The Showgrounds       |          | Coleraine   |
| Crusaders FC     | Seaview               |          | Belfast     |
| Distillery FC    | New Grosvenor Stadium |          | Lisburn     |
| Glenavon FC      | Mourneview Park       |          | Lurgan      |
| Glentoran FC     | The Oval              |          | Belfast     |
| Larne FC         | Inver Park            |          | Drumahoe    |
| Linfield FC      | Windsor Park          |          | Belfast     |
| Portadown FC     | Shamrock Park         |          | Portadown   |

## Compétition

### Classement
Le classement est établi sur le barème de points classique (victoire à 2 points, match nul à 1, défaite à 0).
| Rang | Équipe           | Pts | J  | G  | N | P  | Bp | Bc | Diff |
| ---- | ---------------- | --- | -- | -- | - | -- | -- | -- | ---- |
| 1    | Linfield FC      | 37  | 22 | 17 | 3 | 2  | 53 | 23 | +30  |
| 2    | Coleraine FC T C | 32  | 22 | 15 | 2 | 5  | 58 | 25 | +33  |
| 3    | Glentoran FC     | 31  | 22 | 14 | 3 | 5  | 52 | 30 | +22  |
| 4    | Ballymena United | 27  | 22 | 10 | 7 | 5  | 43 | 25 | +18  |
| 5    | Crusaders FC     | 27  | 22 | 11 | 5 | 6  | 46 | 30 | +16  |
| 6    | Bangor FC        | 22  | 22 | 8  | 6 | 8  | 37 | 35 | +2   |
| 7    | Portadown FC     | 21  | 22 | 8  | 5 | 9  | 29 | 37 | -8   |
| 8    | Larne FC         | 19  | 22 | 9  | 1 | 12 | 38 | 37 | +1   |
| 9    | Ards FC          | 17  | 22 | 7  | 3 | 12 | 28 | 43 | -15  |
| 10   | Glenavon FC      | 13  | 22 | 5  | 3 | 14 | 31 | 62 | -31  |
| 11   | Cliftonville FC  | 10  | 22 | 3  | 4 | 15 | 19 | 54 | -35  |
| 12   | Distillery FC    | 8   | 22 | 2  | 4 | 16 | 20 | 53 | -33  |

| Légende : Qualifications et relégations | Légende : Qualifications et relégations                                      |
| --------------------------------------- | ---------------------------------------------------------------------------- |
|                                         | Coupe d'Europe des Clubs champions 1975-1976                                 |
|                                         | Coupe d'Europe des vainqueurs de coupe 1975-1976                             |
|                                         | Coupe UEFA 1975-1976                                                         |
|                                         | Relégation en deuxième division                                              |
|                                         | T : Tenant du titre C : Vainqueurs de la Coupe d'Irlande du Nord de football |

## Bilan de la saison
| Tableau d'Honneur                         |              |
| Compétition                               | Vainqueur    |
| Championnat d'Irlande du Nord de football | Linfield FC  |
| Coupe d'Irlande du Nord de football       | Coleraine FC |

| Promotions et relégations |       |
| Relégués                  | Aucun |
| Promus                    | Aucun |

## Statistiques

### Meilleur buteur
- Martin Malone, Portadown FC, 19 buts